# EDEN (アルバム)
EDEN（エデン）は日本のロックバンド、LUNA SEAの3枚目のオリジナルアルバムである。初回限定盤は透明帯仕様。2007年12月5日、最新リマスタリング音源、「BELIEVE」「IN MY DREAM (WITH SHIVER)」のPVが収録されたDVDとの2枚組で、ユニバーサルミュージックより再発された。

## 概要
メジャーでは2枚目、通算で3枚目となるアルバムで、このアルバム以降、各楽曲の作詞作曲のクレジットは全曲「作詞・作曲・編曲:LUNA SEA」表記に統一されることになる。先行シングルやシングルカット曲が登場したアルバムもこれがバンド初。
収録曲は本作への書下ろしがほとんどである。
1ヶ月半のレコーディングの間に「楽曲の本質を理解して、アレンジをどう仕上げるか」に手探り状態で作った。お互いが「自分はこう弾くけど、彼はどう弾くのか?」をずっと相談していて、ほとんどが徹夜の連続だった。そのせいで能率は悪くなる一方だったが、「勢いを無くしたくない」と続けていた。どうしてもアレンジの方向性が固まらず、耳が疲れてきて、正常な判断ができなくなった。この行き詰った状態を体験したことが「もう2度と繰り返さない」と今後の作品を制作するための反省点となった。
特にJはこのアルバムの制作期間、自らを追い詰める余り、「良い曲が作れない」と精神的にダウンし、ついには肉体的にもダウンしてしまった。このエピソードは翌年発売される「ROSIER」の誕生に繋がっていく。
2018年12月23日のさいたまスーパーアリーナでのライブ『SEARCH FOR MY EDEN』にて、「Rejuvenescence」と「LASTLY」を除く全曲が演奏された。

## 収録曲
| 全作詞・作曲・編曲: LUNA SEA。 |                                      |          |            |      |
| #                              | タイトル                             | 作詞     | 作曲・編曲 | 時間 |
| 1.                             | 「JESUS」(J原曲)                     | LUNA SEA | LUNA SEA   | 4:17 |
| 2.                             | 「BELIEVE」(SUGIZO原曲)              | LUNA SEA | LUNA SEA   | 4:02 |
| 3.                             | 「Rejuvenescence」(INORAN原曲)       | LUNA SEA | LUNA SEA   | 3:35 |
| 4.                             | 「RECALL」(INORAN原曲)               | LUNA SEA | LUNA SEA   | 4:56 |
| 5.                             | 「ANUBIS」(SUGIZO原曲)               | LUNA SEA | LUNA SEA   | 4:02 |
| 6.                             | 「LASTLY」(INORAN原曲)               | LUNA SEA | LUNA SEA   | 6:01 |
| 7.                             | 「IN MY DREAM (WITH SHIVER)」(J原曲) | LUNA SEA | LUNA SEA   | 5:03 |
| 8.                             | 「STEAL」(J原曲)                     | LUNA SEA | LUNA SEA   | 4:14 |
| 9.                             | 「LAMENTABLE」(INORAN原曲)           | LUNA SEA | LUNA SEA   | 4:19 |
| 10.                            | 「Providence」(SUGIZO原曲)           | LUNA SEA | LUNA SEA   | 3:06 |
| 11.                            | 「STAY」(J原曲)                      | LUNA SEA | LUNA SEA   | 3:53 |
| 合計時間:                      | 合計時間:                            | 47:28    |            |      |

### 楽曲解説
1. JESUS
ライブでは頻繁に演奏される定番曲。
2. BELIEVE
1stシングル。シングルバージョンとはミックスの違いや、最初のシンセサイザーの音がカットされているといった違いがある。
3. Rejuvenescence
4. RECALL
5. ANUBIS
『LUNA SEA』に収録されている「BLUE TRANSPARENCY」の前奏曲としてライブで演奏されていたものの完成形[3]。
6. LASTLY
元々はインディーズ時代に無料配布したテープに入っていた曲だったが再録された。
7. IN MY DREAM (WITH SHIVER)
トラックダウン直前に、Jがベースラインを変えるためベースを弾き直した[4]。後に2ndシングルとしてリカット。シングル版とはミックスや終わり方などが異なる。
8. STEAL
シャッフルのリズムを取り入れた曲。
9. LAMENTABLE
「STEAL」から途切れることなくそのまま繋がる。
10. Providence
ワルツのリズムに乗せた曲で、元のタイトルも「WALTZ」であった。SUGIZOはヴァイオリンのみ担当している。ライブでよく演奏される楽曲の一つ。この曲中のSUGIZOのヴァイオリンによるリフは、彼自身の1997年のソロアルバム『TRUTH?』に収録された「THE CAGE」という曲でも使われている。
11. STAY